# (749) Malzovia
(749) Malzovia  est un astéroïde de la ceinture principale.

## Caractéristiques
Il a été découvert le 5 avril 1913 par l'astronome russe Sergueï Beliavski depuis l'observatoire de Simeïz. Sa désignation provisoire était 1913 RF.
Le nom Malzovia honore l'astronome amateur russe Nikolaï Sergueïevitch Maltsov qui a fondé l'observatoire de Simeïz.